# Santa María (La Paz)
Santa María (uit het Spaans: "Sint-Marie") is een gemeente (gemeentecode 1217) in het departement La Paz in Honduras.
Het dorp heette eerst Yua. Het ligt aan de rivier Saragua, bij de berg Temblor.

## Bevolking
De bevolking is als volgt verdeeld:
| Vrouwen | 5706 | 50,7% |
| Mannen  | 5544 | 49,3% |

## Dorpen
De gemeente bestaat uit negen dorpen (aldea), waarvan de grootste qua inwoneraantal: Santa María (code 121701).